# Bělotín
Bělotín (německy Bölten) je obec ležící v okrese Přerov. Žije zde přibližně 1 900 obyvatel. Leží 29 kilometrů severovýchodně od Přerova a 38 kilometrů východně od Olomouce.

## Části obce
- Bělotín
- Kunčice
- Lučice
- Nejdek

## Historie
První písemná zmínka o obci pochází z roku 1201 v dokumentu moravského markraběte Vladislava Jindřicha.
Právo užívat znak a vlajku bylo obci uděleno rozhodnutím Poslanecké sněmovny Parlamentu České republiky dne 29. března 1995.

## Obyvatelstvo
| Rok            | 1869  | 1880  | 1890  | 1900  | 1910  | 1921  | 1930  | 1950  | 1961  | 1970  | 1980  | 1991  | 2001  | 2011  | 2021  |
| -------------- | ----- | ----- | ----- | ----- | ----- | ----- | ----- | ----- | ----- | ----- | ----- | ----- | ----- | ----- | ----- |
| Počet obyvatel | 2 170 | 2 141 | 2 096 | 2 150 | 2 376 | 2 281 | 2 436 | 2 013 | 2 004 | 1 843 | 1 792 | 1 535 | 1 641 | 1 764 | 1 748 |
| Počet domů     | 321   | 314   | 323   | 318   | 326   | 335   | 373   | 398   | 360   | 370   | 384   | 419   | 438   | 458   | 472   |

## Vzdělání
Bělotín má vlastní školu a školku, která má pět oddělení.

## Družební obce
Obec Bělotín a Universitní sbor Ostrava uzavřeli v roce 2000 družbu s obcí Hinterschmiding v Dolním Bavorsku.
V roce 2006 uzavřel Bělotín další družební smlouvu s městem Höchst im Odenwald v Německu, ve spolkové zemi Hesensko. Tato smlouva platí také pro organizaci Kirchspiel Bölten, která má sídlo v partnerském Höchstu.

## Doprava
Na území obce zasahuje dálnice D1, od které se zde na exitu 311 odpojuje dálnice D48. Ta následně přechází v silnici I/48 na Nový Jičín. Obcí prochází silnice I/47 v úseku Hranice – Odry. Dále zde vedou silnice III. třídy:
- III/04731 Bělotín – Nejdek
- III/04732 Bělotín – Hynčice
- III/0481 ze silnice I/48 – Lučice – Hrabětice
- III/44016 Střítež – Bělotín – Kunčice – Špičky
- III/4418 Hynčice – Lučice

Dále obcí prochází železniční trať Přerov–Bohumín, na které má obec vlastní zastávku.

## Pamětihodnosti
- Kostel sv. Jiří
- Evropské rozvodí Bělotín – vysoká železobetonová plastika označující úmoří Baltského moře a Černého moře.

## Galerie

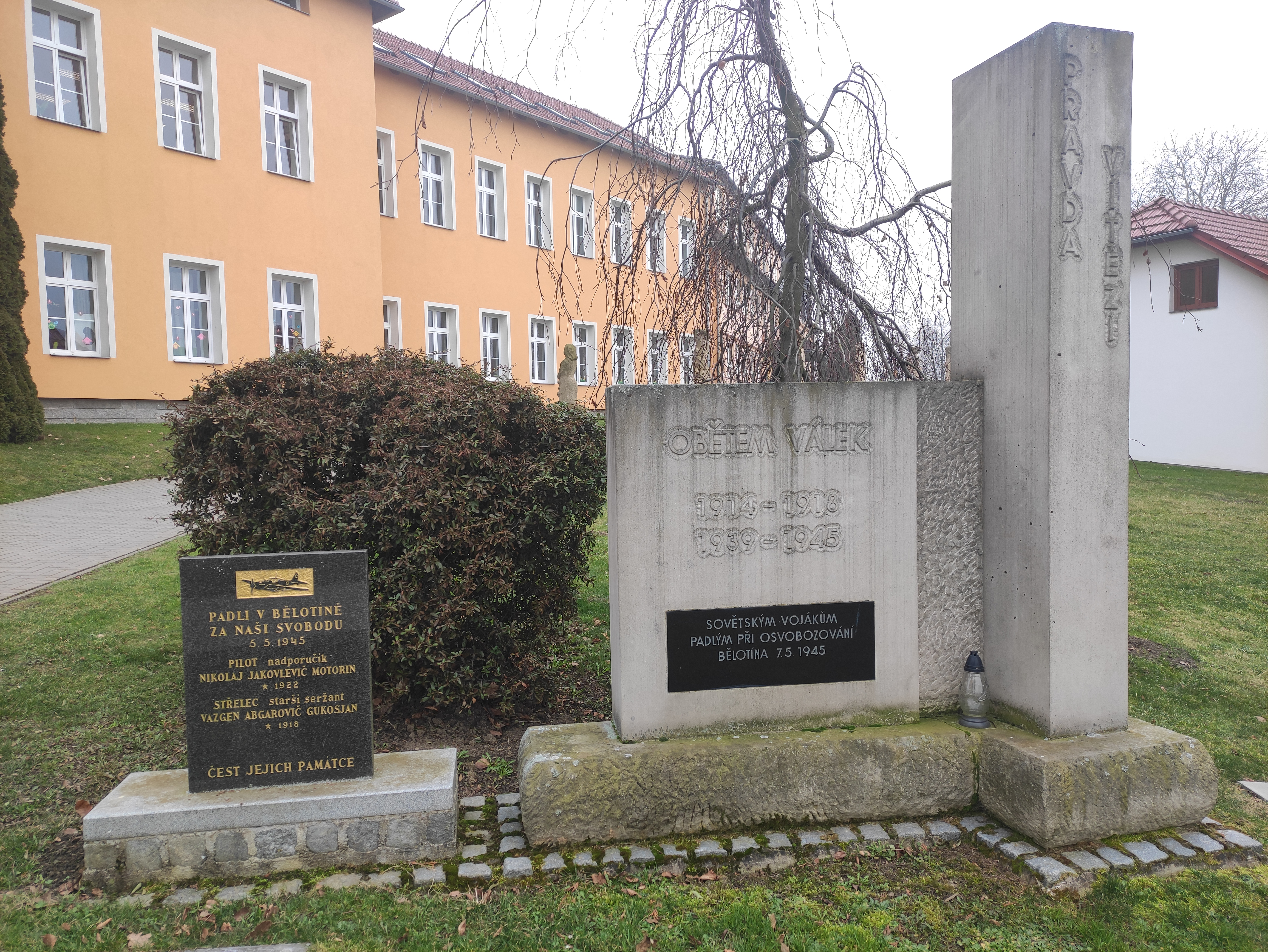
Pomník obětem 1. a 2. světové války
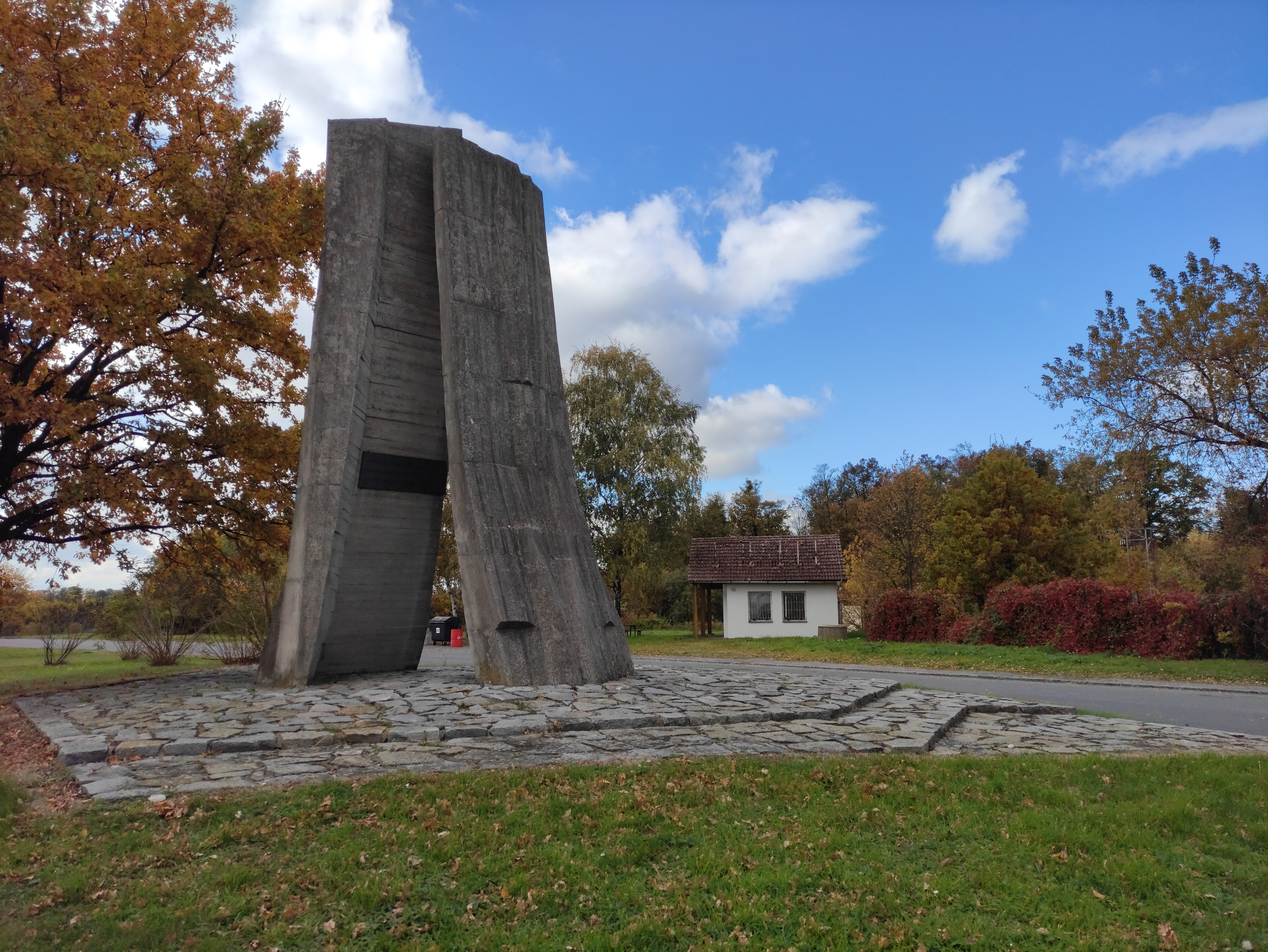
Evropské rozvodí Odra-Dunaj
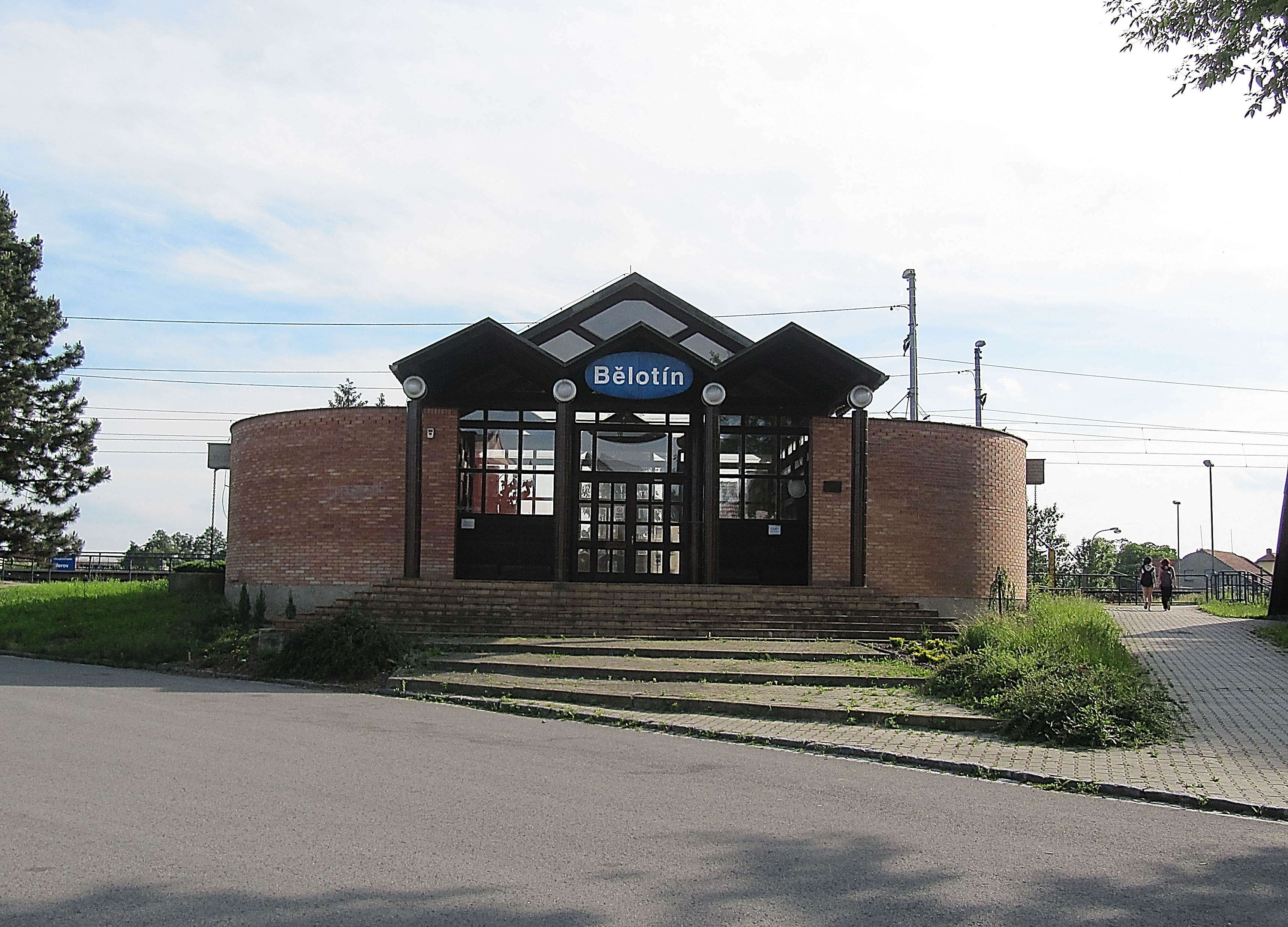
Nádraží
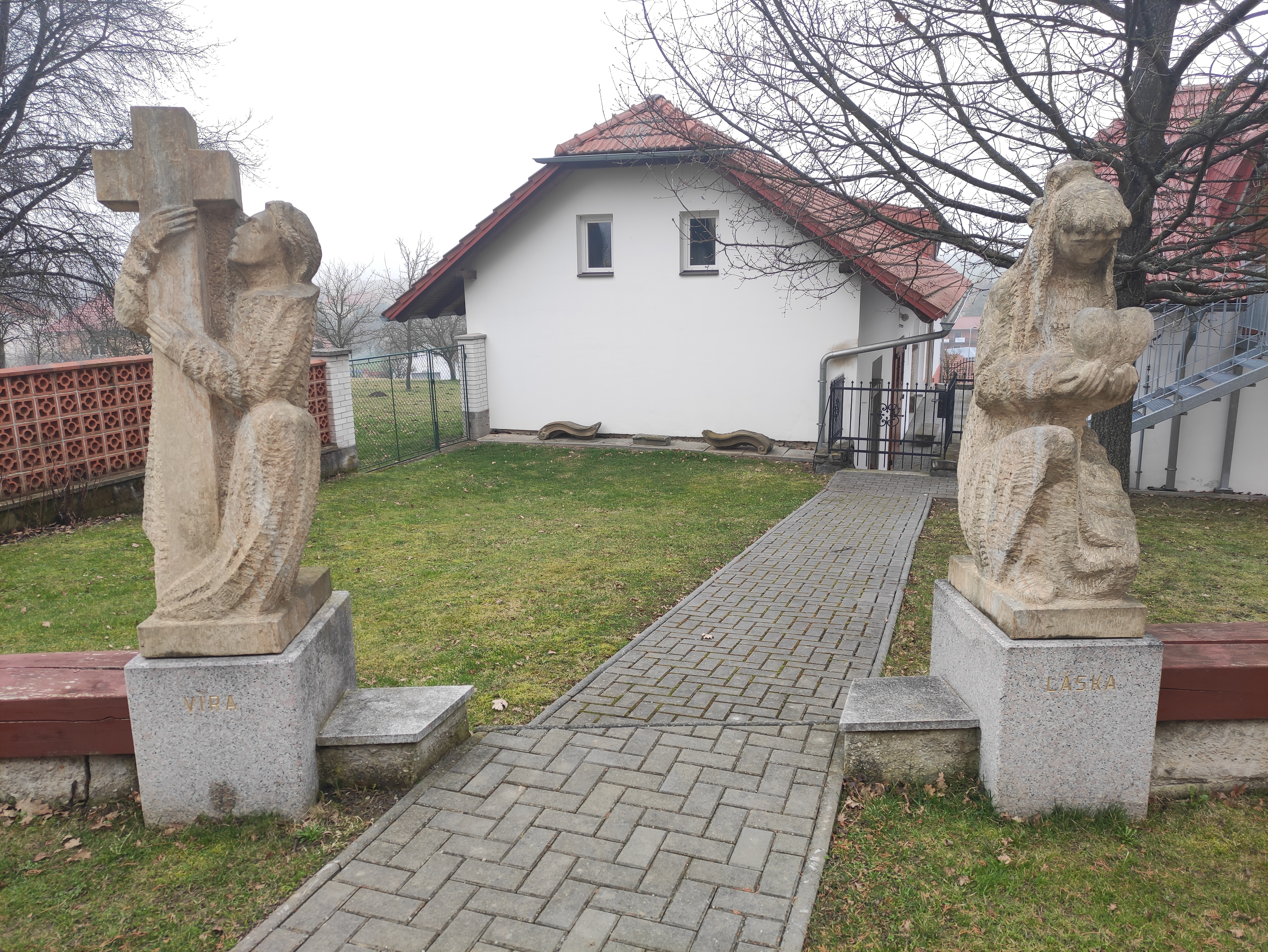
Sousoší Husovy pravdy